# Maicol León
Maicol Andrés León Muñoz (* 9. Juni 2003 in Santiago) ist ein chilenischer Fußballspieler auf der Position eines defensiven Mittelfeldspielers.

## Karriere

### Verein
Maicol León begann seine Karriere im Alter von sechs Jahren beim CD Palestino und debütierte 2021 in der Profimannschaft. Anfang 2022 unterschrieb er seinen ersten Profivertrag. Anfang 2024 wechselte er zum Ligarivalen CD Huachipato.

### Nationalmannschaft
León spielte ab 2021 in der U20-Nationalmannschaft unter Patricio Ormazábal. Mit dem Team nahm er an den Südamerikaspielen 2022 und als Kapitän an der Südamerikameisterschaft 2023 teil. Bei beiden Turnieren schied die junge La Roja in der Gruppenphase aus.